# Pont Arthur-Bergeron
Le pont Arthur-Bergeron est un pont routier situé au Bas-Saint-Laurent qui relie les deux rives de la rivière Mitis entre les municipalités de Sainte-Flavie et de Grand-Métis.

## Histoire
L'idée d'un pont naît en 1860 après la création des municipalités de Sainte-Flavie et de Métis. Un premier pont est construit, mais contesté en raison des tentatives d'imposer un droit de péage, puis des frais d'entretien jugés trop onéreux. 
Un pont de bois succède au premier pont en 1895. Son état de délabrement en 1920 impose le besoin de le remplacer. Le pont actuel est inauguré en 1930. On lui donne le nom du représentant de Matane à l'Assemblée nationale, Joseph-Arthur Bergeron. 
D'abord à une voie, le pont n'est pas ouvert durant l'hiver en raison des accumulations de neige. Ce n'est qu'en 1955 après l'ajout d'une deuxième voie qu'il sera en fonction durant toute l'année.
Lourdement détérioré, avec notamment l'armature métallique corrodée du béton armé, le pont fait l'objet d'études pour sa restauration et sa préservation.

## Description
Le pont est emprunté par la route 132. Il comporte deux voies de circulation soit une voie dans chaque direction. Environ 2 410 véhicules empruntent le pont quotidiennement.
Il est composé d'une structure de ciment de 79,2 m formée de deux arches de 30,5 m de long par 20,1 m de haut. Chaque voie est bordée d'accotements asphaltés. 

## Source
- « Le pont de la rivière Mitis : Réparation ou remplacement? », sur erudit.org, numéro 95, hiver 2002–2003 (consulté le 24 août 2018)